# Höhe Null
Höhe Null (Originaltitel: Ceiling Zero) ist ein US-amerikanischer Abenteuerfilm von Howard Hawks aus dem Jahr 1936. Das Drehbuch basiert auf dem gleichnamigen Bühnenstück von Drehbuchautor Frank Wead, der selbst Pilot der US Navy war.

## Handlung
Der Geschäftsführer der Newarks Federal Airlines Al Stone ist gegen die Einstellung des Piloten Dizzy Davies als Postflieger durch seinen Untergebenen Jake Lee. Lee und der als Frauenheld und waghalsiger Flieger bekannte Davies sind alte Freunde. Davies begegnet der Pilotin Tommy Thomas, in die er sich verliebt. Um mit ihr Zeit verbringen zu können, gibt er vor, an Herzbeschwerden zu leiden. Den für ihn geplanten Flug nach Cleveland übernimmt sein Freund Texas Clark. Der Flug ist durch schlechtes Wetter gefährlich. Auf dem Rückflug gerät Clark in dichten Nebel, die Sicht ist gleich Null. Dazu hat er Funkprobleme. Beim Landeversuch in Newark kann Clark seine Maschine nicht mehr kontrollieren und kracht mit ihr in einen Hangar. Das Flugzeug gerät in Brand, doch kann Clark aus der Maschine geborgen und in ein Krankenhaus gebracht werden.
Lee findet nicht nur heraus, dass Davies sich fälschlich krankgemeldet hat. Er erfährt auch von einer früheren Affäre, die sein Freund mit seiner Frau Mary hatte. Als Davies Gefahr läuft, seine Pilotenlizenz zu verlieren, steht Lee jedoch hinter ihm. Er verhandelt mit Inspektor Allen vom Wirtschaftsministerium. Die Fluggesellschaft soll minderwertige Maschinen des Flugzeugbauers Adams kaufen, dafür soll Davies seine Lizenz behalten. Davies lehnt jedoch ab, durch solch einen Handel seine Lizenz zu behalten.
Mittlerweile ist Clark an seinen schweren Verletzungen gestorben. Davies bekommt Schuldgefühle, da Clarks Witwe Lou ihm schwere Vorwürfe macht. Eine Schlechtwetterfront zieht auf, die Lee dazu veranlasst, alle Nachtflüge abzusagen. Er sucht Lou auf und lässt Davies als Stellvertreter am Flugplatz zurück. Lawson, ein Pilot, der die Absagen nicht mitbekommen hat, kommt in den Hangar. Davies verweigert ihm den Flug mit den neuen Maschinen, die Probleme mit dem Enteisungsmechanismus haben. Dann schlägt Davies Lawson nieder und steigt selber in eine der Maschinen. Lee und die anderen sind bei ihrer Rückkehr auf den Flugplatz erschüttert. Davies gibt über Funk die Probleme mit der Enteisung durch und dazu auch seine Ansichten über die Problemlösung. Bei seinem Flug durch einen Schneesturm wächst die Eisschicht, die das Flugzeug zum Absturz bringt.

## Hintergrund
Das Theaterstück, auf dem der Film basiert, wurde am 10. April 1935 uraufgeführt und 104 Mal gespielt. Der Film wurde am 16. Januar 1936 in den USA uraufgeführt. In Deutschland erschien er erstmals am 21. Mai 1975 im Rahmen einer TV-Premiere im dritten Programm des WDR. Er wurde auch unter dem Titel Flughöhe: Null ausgestrahlt.
In einer kleinen Nebenrolle als Mechaniker ist der Jazzmusiker Jerry Jerome zu sehen. Die Kostüme stammen von Orry-Kelly. Als Regie-Assistent arbeitete der spätere Regisseur Lesley Selander. Musikalischer Direktor war Leo F. Forbstein.
Ein Remake des Films entstand 1941 unter der Regie von Lothar Mendes und Lewis Seiler mit dem Titel International Squadron. Der spätere US-Präsident Ronald Reagan spielte dabei die Hauptrolle.

## Kritiken
Das Lexikon des internationalen Films urteilte: „Mit Temperament inszeniert, exakt in der Beschreibung der Atmosphäre und glänzend gespielt: Ein Loblied auf die Pioniere der Luftfahrt, auf Freundschaft und Kameradschaft; verquickt mit einem Klischeebild von Frauen, die bestenfalls als Hilfe für die Männer in Erscheinung treten.“
Variety hob hervor, dass der Film dem Bühnenstück gerecht werde und in Details sogar besser sei. Dem Aufbau des Theaterstücks werde getreu gefolgt. Frank S. Nugent von der New York Times schrieb, ein sprödes Theaterstück sei in einen robusten und virilen Film verwandelt worden. Die ansehnliche Produktion sei prägnant geschrieben und perfekt gespielt. Auch Dave Kehr vom Chicago Reader war begeistert von dem „hervorragenden Fliegerdrama“. Weiterhin lobte er Cagneys „perfektes“ Porträt sowie den „perfekt lancierten temporeichen Dialog“.